# Skandynawsko-Polska Izba Gospodarcza

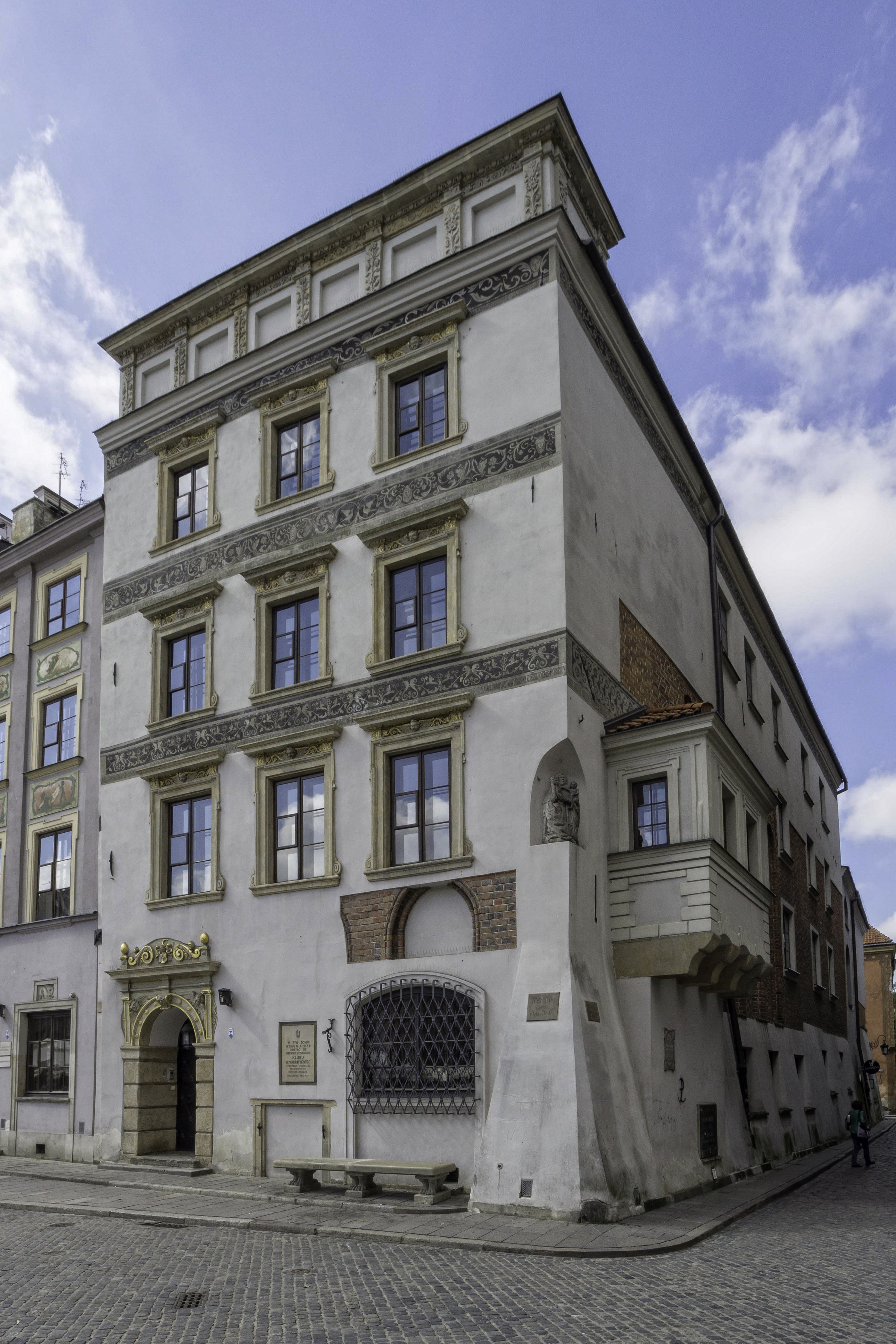
Dawna siedziba Izby w kamienicy pod św Anną na Rynku Starego Miasta (1932–1934)

Skandynawsko-Polska Izba Gospodarcza (ang. Scandinavian-Polish Chamber of Commerce – SPCC, duń. Skandinavisk-Polske Handelskammer, szw. Skandinavisk-Polska Handelskammaren, fiń. Pohjoismais-puolalainen kauppakamari) – stowarzyszenie ludzi biznesu stworzone przez i dla przedsiębiorców związanych ze Skandynawią. Zrzesza firmy z Danii (36%), Szwecji (34%), Finlandii (16%), Norwegii (14%) oraz z Islandii, Estonii i Łotwy. Główna siedziba SPCC mieści się w Warszawie, a przedstawicielstwa regionalne znajdują się w Krakowie, Poznaniu, Szczecinie, Trójmieście, we Wrocławiu oraz w Regionie Öresund – w Höllviken.
SPCC zrzesza ponad 400 członków z różnych sektorów gospodarki, co sprawia, że jest jedną z największych izb bilateralnych działających w Polsce. Współpracuje z ambasadami krajów nordyckich, działając na rzecz rozwoju polsko-skandynawskich interesów.

## Historia
W okresie międzywojennym, od 1929, działała w Warszawie Bałtycko-Skandynawska Izba Handlowa (Chambre de Commerce Baltico-Scandinave), z siedzibą w Kamienicy pod św. Anną z 1466 przy Rynku Starego Miasta 31 (1932–1934) i w kamienicy Władysława Ławrynowicza w Al. Ujazdowskich 22 (1935–1939).
Działalność obejmowała Danię, Estonię, Finlandię, Łotwę, Norwegię i Szwecję. Skupiała 25 członków.
Izba miała też oddział w Wilnie (1937).